# Cròmac
Cròmac (en francès Cromac) és un municipi francès situat al departament de l'Alta Viena i a la regió de la Nova Aquitània.

## Demografia
| 1962                                       | 1968 | 1975 | 1982 | 1990 | 1999 | 2007 |
| ------------------------------------------ | ---- | ---- | ---- | ---- | ---- | ---- |
| 438                                        | 446  | 426  | 411  | 339  | 302  | 278  |
| Des de 1962: població sense dobles comptes |      |      |      |      |      |      |

## Administració
| Període   | Identitat           | Partit |
| --------- | ------------------- | ------ |
| 1989-1995 | Michel Gaugry       |        |
| 1995-2001 | René Marchadier     |        |
| 2001-2008 | Jean-Michel Regnier |        |
| 2008-     | Marcel Riaud        |        |